# NGC 4263
NGC 4263 је спирална галаксија у сазвежђу Гавран која се налази на NGC листи објеката дубоког неба.
Деклинација објекта је - 12° 13' 32" а ректасцензија 12h 19m 42,2s. Привидна величина (магнитуда) објекта NGC 4263 износи 12,6 а фотографска магнитуда 13,4. NGC 4263 је још познат и под ознакама NGC 4265, MCG -2-32-1, IRAS 12171-1156, PGC 39698.